# Copa da Liga Inglesa de 2021–22
A Copa da Liga Inglesa de 2021–22, foi a 62º edição do torneio, também conhecida por Carabao Cup por motivos de patrocínio. A competição é aberta a todos os clubes participantes da Premier League e da English Football League.
O vencedor da competição se classifica para a rodada de play-offs da edição posterior da Liga Conferência Europa da UEFA.
A competição começou em 31 de julho de 2021, e a final foi disputada no Estádio de Wembley em 27 de fevereiro de 2022.

## Primeira fase
70 clubes jogam a primeira fase: 24 da League Two (4º divisão) e da League One (3º divisão), e 22 da Championship (2º divisão). O sorteio para esta fase foi dividido em uma base geográfica em seções "norte" e "sul". As equipes foram sorteadas contra uma equipe da mesma seção.

### Seção norte
| Equipe 1            | Resultado       | Equipe 2           |
| ------------------- | --------------- | ------------------ |
| Sheffield Wednesday | 0–0 (2–4) (pen) | Huddersfield Town  |
| Barrow              | 1–0             | Scunthorpe United  |
| Blackburn           | 1–2             | Morecambe          |
| Bolton              | 0–0 (5–4) (pen) | Barnsley           |
| Derby County        | 3–3 (5–3) (pen) | Salford City       |
| Harrogate Town      | 0–3 (W.O.)      | Rochdale           |
| Hartlepool United   | 0–1             | Crewe Alexandra    |
| Hull City           | 1–1 (7–8) (pen) | Wigan              |
| Mansfield Town      | 0–3             | Preston North End  |
| Oldham Athletic     | 2–2 (4–3) (pen) | Tranmere Rovers    |
| Port Vale           | 1–2             | Sunderland         |
| Rotherham United    | 1–2             | Accrington Stanley |
| Sheffield United    | 1–0             | Carlisle United    |
| Shrewsbury Town     | 2–2 (4–2) (pen) | Lincoln City       |
| Stoke City          | 2–1             | Fleetwood Town     |
| Walsall             | 0–0 (3–4) (pen) | Doncaster Rovers   |
| Blackpool           | 3–0             | Middlesbrough      |
| Nottingham Forest   | 2–1             | Bradford City      |

### Seção sul
| Equipe 1            | Resultado        | Equipe 2            |
| ------------------- | ---------------- | ------------------- |
| Bournemouth         | 5–0              | Milton Keynes Dons  |
| Birmingham City     | 1–0              | Colchester United   |
| Bristol Rovers      | 0–2              | Cheltenham Town     |
| Cambridge United    | 0–0 (3–1) (pen)  | Swindon Town        |
| Cardiff City        | 3–2              | Sutton United       |
| Charlton Athletic   | 0–1              | Wimbledon           |
| Crawley Town        | 2–2 (9–10) (pen) | Gillingham          |
| Exeter City         | 0–0 (3–4) (pen)  | Wycombe             |
| Forest Green Rovers | 2–2 (6–5) (pen)  | Bristol City        |
| Ipswich Town        | 0–1              | Newport County      |
| Millwall            | 2–1              | Portsmouth          |
| Peterborough United | 0–4              | Plymouth Argyle     |
| Reading             | 0–3              | Swansea City        |
| Stevenage           | 2–2 (3–0) (pen)  | Luton Town          |
| Burton Albion       | 1–1 (2–4) (pen)  | Oxford United       |
| Coventry City       | 1–2              | Northampton Town    |
| Leyton Orient       | 1–1 (3–5) (pen)  | Queens Park Rangers |

## Segunda fase
50 clubes jogam a segunda fase: os 35 vencedores da primeira fase, as 2 equipes com melhor campanha da Championship, e as 13 equipes da Premier League que não estão em alguma competição europeia. Assim como na primeira fase, o sorteio para esta fase foi dividido em uma base geográfica em seções "norte" e "sul". As equipes foram sorteadas contra uma equipe da mesma seção.

### Seção norte
| Equipe 1          | Resultado       | Equipe 2           |
| ----------------- | --------------- | ------------------ |
| Oldham Athletic   | 0–0 (5–4) (pen) | Accrington Stanley |
| Wigan             | 0–0 (5–4) (pen) | Bolton             |
| Huddersfield Town | 1–2             | Everton            |
| Sheffield United  | 2–1             | Derby County       |
| Stoke City        | 2–0             | Doncaster Rovers   |
| Shrewsbury Town   | 0–2             | Rochdale           |
| Morecambe         | 2–4             | Preston North End  |
| Blackpool         | 2–3             | Sunderland         |
| Leeds United      | 3–0             | Crewe Alexandra    |
| Barrow            | 0–6             | Aston Villa        |
| Nottingham Forest | 0–4             | Wolverhampton      |
| Newcastle         | 0–0 (3–4) (pen) | Burnley            |

### Seção sul
| Equipe 1            | Resultado       | Equipe 2               |
| ------------------- | --------------- | ---------------------- |
| Norwich City        | 6–0             | Bournemouth            |
| Swansea City        | 4–1             | Plymouth Argyle        |
| Brentford           | 3–1             | Forest Green Rovers    |
| Millwall            | 3–1             | Cambridge United       |
| Cardiff City        | 0–2             | Brighton & Hove Albion |
| Birmingham City     | 0–2             | Fulham                 |
| Gillingham          | 1–1 (4–5) (pen) | Cheltenham Town        |
| Queens Park Rangers | 2–0             | Oxford United          |
| Stevenage           | 2–2 (3–5) (pen) | Wycombe                |
| Northampton Town    | 0–1             | Wimbledon              |
| Watford             | 1–0             | Crystal Palace         |
| Newport County      | 0–8             | Southampton            |
| West Bromwich       | 0–6             | Arsenal                |

## Terceira fase
32 equipes jogam a terceira fase, agora com a inclusão dos sete times que estão participando de alguma competição europeia. O sorteio foi realizado em 25 de agosto de 2021, logo após o término do confronto West Bromwich-Arsenal, por Kevin Phillips e Kevin Campbell. Esta fase não é dividida em duas seções como nas fases anteriores. As partidas foram disputadas em 21 e 22 de setembro de 2021.
| Equipe 1               | Resultado       | Equipe 2        |
| ---------------------- | --------------- | --------------- |
| Queens Park Rangers    | 2–2 (8–7) (pen) | Everton         |
| Preston North End      | 4–1             | Cheltenham Town |
| Fulham                 | 0–0 (5–6) (pen) | Leeds United    |
| Brentford              | 7–0             | Oldham Athletic |
| Watford                | 1–3             | Stoke City      |
| Wigan                  | 0–2             | Sunderland      |
| Norwich City           | 0–3             | Liverpool       |
| Burnley                | 4–1             | Rochdale        |
| Sheffield United       | 2–2 (2–4) (pen) | Southampton     |
| Manchester City        | 6–1             | Wycombe         |
| Arsenal                | 3–0             | Wimbledon       |
| Brighton & Hove Albion | 2–0             | Swansea City    |
| Chelsea                | 1–1 (4–3) (pen) | Aston Villa     |
| Manchester United      | 0–1             | West Ham        |
| Millwall               | 0–2             | Leicester       |
| Wolverhampton          | 2–2 (2–3) (pen) | Tottenham       |

## Oitavas de final
Um total de 16 times jogam nesta rodada. Os embates foram disputados durante a semana que começou em 25 de outubro de 2021. O Sunderland foi o único time da terceira divisão ou inferior que estava na competição.
| Equipe 1            | Resultado       | Equipe 2               |
| ------------------- | --------------- | ---------------------- |
| Chelsea             | 1–1 (4–3) (pen) | Southampton            |
| Arsenal             | 2–0             | Leeds United           |
| Queens Park Rangers | 0–0 (1–3) (pen) | Sunderland             |
| Stoke City          | 1–2             | Brentford              |
| West Ham            | 0–0 (5–3) (pen) | Manchester City        |
| Leicester           | 2–2 (4–2) (pen) | Brighton & Hove Albion |
| Burnley             | 0–1             | Tottenham              |
| Preston North End   | 0–2             | Liverpool              |

### Confrontos
| 26 de outubro de 2021 | Chelsea     | 1 – 1     | Southampton | Stamford Bridge, Londres              |
| 19:45 (UTC+1)         | Havertz 44' | Relatório | 47' Adams   | Público: 39 766 Árbitro: Kevin Friend |

|                                         |       | Penalidades                            |  |
| Alonso Mount Hudson-Odoi Chilwell James | 4 – 3 | Armstrong Walcott Long Smallbone Romeu |  |

| 26 de outubro de 2021 | Arsenal                    | 2 – 0     | Leeds United | Emirates Stadium, Londres               |
| 19:45 (UTC+1)         | Chambers 55' · Nketiah 69' | Relatório |              | Público: 59 126 Árbitro: Andre Marriner |

| 26 de outubro de 2021 | Queens Park Rangers | 0 – 0     | Sunderland | Kiyan Prince Foundation Stadium, Londres |
| 19:45 (UTC+1)         |                     | Relatório |            | Público: 15 372 Árbitro: Keith Stroud    |

|                           |       | Penalidades               |  |
| Austin Chair Dykes Barbet | 1 – 3 | McGeady Stewart Pritchard |  |

| 27 de outubro de 2021 | Stoke City  | 1 – 2     | Brentford             | Bet365 Stadium, Stoke-on-Trent            |
| 19:45 (UTC+1)         | Sawyers 57' | Relatório | 22' Canós · 40' Toney | Público: 9 584 Árbitro: Michael Salisbury |

| 27 de outubro de 2021 | West Ham | 0 – 0     | Manchester City | London Stadium, Londres                |
| 19:45 (UTC+1)         |          | Relatório |                 | Público: 60 000 Árbitro: Jonathan Moss |

|                                       |       | Penalidades                          |  |
| Noble Bowen Dawson Cresswell Benrahma | 5 – 4 | Foden Cancelo Gabriel Jesus Grealish |  |

| 27 de outubro de 2021 | Leicester                 | 2 – 2     | Brighton & Hove Albion    | King Power Stadium, Leicester           |
| 19:45 (UTC+1)         | Barnes 6' · Lookman 45+5' | Relatório | 45+3' Webster · 71' Mwepu | Público: 21 163 Árbitro: Jarred Gillett |

|                              |       | Penalidades                    |  |
| Maddison Barnes Daka Pereira | 4 – 2 | Groß Maupay Mac Allister Mwepu |  |

| 27 de outubro de 2021 | Burnley | 0 – 1     | Tottenham | Turf Moor, Burnley                    |
| 19:45 (UTC+1)         |         | Relatório | 68' Lucas | Público: 14 637 Árbitro: Peter Bankes |

| 27 de outubro de 2021 | Preston North End | 0 – 2     | Liverpool                | Deepdale, Preston                    |
| 19:45 (UTC+1)         |                   | Relatório | 62' Minamino · 84' Origi | Público: 22 131 Árbitro: David Coote |

## Quartas de final
Um total de oito times jogam nesta rodada. O sorteio foi realizado em 30 de outubro de 2021. As eliminatórias serão disputadas durante a semana que começa em 20 de dezembro de 2021. O Sunderland é o único time de fora da Premier League que ainda participa da competição.
| Equipe 1  | Resultado       | Equipe 2   |
| --------- | --------------- | ---------- |
| Arsenal   | 5–1             | Sunderland |
| Tottenham | 2–1             | West Ham   |
| Brentford | 0–2             | Chelsea    |
| Liverpool | 3–3 (5–4) (pen) | Leicester  |

### Confrontos
| 21 de dezembro de 2021 | Arsenal                                         | 5 – 1     | Sunderland    | Emirates Stadium, Londres             |
| 19:45 (UTC+0)          | Nketiah 17', 49', 58' · Pépé 27' · Patino 90+1' | Relatório | 31' Broadhead | Público: 59 027 Árbitro: Robert Jones |

| 22 de dezembro de 2021 | Brentford | 0 – 2     | Chelsea                           | Brentford Community Stadium, Brentford  |
| 19:45 (UTC+0)          |           | Relatório | 80' Jansson · 85' (pen.) Jorginho | Público: 16 577 Árbitro: Andre Marriner |

| 22 de dezembro de 2021 | Liverpool                                          | 3 – 3     | Leicester                    | Anfield, Liverpool                   |
| 19:45 (UTC+0)          | Oxlade-Chamberlain 19' · Jota 68' · Minamino 90+5' | Relatório | 9', 13' Vardy · 33' Maddison | Público: 52 020 Árbitro: Andy Madley |

|                                                       |       | Penalidades                                             |  |
| Milner Firmino Oxlade-Chamberlain Keïta Minamino Jota | 5 – 4 | Tielemans Maddison Albrighton Thomas Iheanacho Bertrand |  |

| 22 de dezembro de 2021 | Tottenham                | 2 – 1     | West Ham  | Tottenham Hotspur Stadium, Londres      |
| 19:45 (UTC+0)          | Bergwijn 29' · Lucas 34' | Relatório | 32' Bowen | Público: 40 031 Árbitro: Chris Kavanagh |

## Semifinal
Um total de quatro equipes, todas da Premier League, jogarão nesta rodada. O sorteio foi realizado em 22 de dezembro de 2021.
Esta temporada as semifinais retornam a ser em dois jogos, na temporada anterior foram disputadas em jogo único devido ao congestionamento de jogos causado pela pandemia de COVID-19. Os jogos de ida foram programados para a semana de 3 de janeiro de 2022, enquanto as partidas de volta uma semana depois. No entanto, em 5 de janeiro de 2022, a EFL adiou a partida de ida entre Liverpool e Arsenal, originalmente agendada para 6 de janeiro de 2022, para 13 de janeiro de 2022, devido a um surto de COVID-19 entre jogadores e funcionários do Liverpool.
| Equipe 1  | Total | Equipe 2  | Ida | Volta |
| --------- | ----- | --------- | --- | ----- |
| Chelsea   | 3–0   | Tottenham | 2–0 | 1–0   |
| Liverpool | 2–0   | Arsenal   | 0–0 | 2–0   |

### Confrontos

#### Jogos de ida
| 5 de janeiro de 2022 | Chelsea                 | 2 – 0     | Tottenham | Stamford Bridge, Londres              |
| 19:45 (UTC+0)        | Havertz 5' · Davies 34' | Relatório |           | Público: 37 868 Árbitro: Craig Pawson |

| 13 de janeiro de 2022 | Liverpool | 0 – 0     | Arsenal | Anfield, Liverpool                      |
| 19:45 (UTC+0)         |           | Relatório |         | Público: 52 377 Árbitro: Michael Oliver |

#### Jogos de volta
| 12 de janeiro de 2022 | Tottenham | 0 – 1     | Chelsea     | Tottenham Hotspur Stadium, Londres      |
| 19:45 (UTC+0)         |           | Relatório | 18' Rüdiger | Público: 45 603 Árbitro: Andre Marriner |

Chelsea venceu por 3–0 no placar agregado.
| 20 de janeiro de 2022 | Arsenal | 0 – 2     | Liverpool     | Emirates Stadium, Londres |
| 19:45 (UTC+0)         |         | Relatório | 19', 79' Jota | Árbitro: Martin Atkinson  |

Liverpool venceu por 2–0 no placar agregado.

## Final
O Chelsea enfrentou o Liverpool na final, que foi realizada em 27 de fevereiro de 2022. Isso marca o retorno da final ao mês de fevereiro, já que a final da EFL Cup 2021 foi disputada em abril para que os espectadores pudessem comparecer devido às restrições do COVID-19 na Inglaterra. O vencedor se classifica para a UEFA Europa Conference League de 2022–23, se não estiver classificado para a UEFA Champions League de 2022–23 ou para a UEFA Europa League de 2022–23.
| 27 de fevereiro de 2022 | Chelsea | 0 – 0 (pro) | Liverpool | Wembley, Londres                       |
| 16:30 (UTC+0)           |         | Relatório   |           | Público: 85,512 Árbitro: Stuart Atwell |

|                                                                                             |         | Penalidades                                                                                       |  |
| Marcos Alonso Lukaku Havertz James Jorginho Rüdiger Kanté Werner Thiago Silva Chalobah Kepa | 10 – 11 | Milner Fabinho van Dijk Alexander-Arnold Salah Diogo Jota Origi Robertson Elliott Konaté Kelleher |  |

## Premiação
| EFL Cup 21–22                 |
| ----------------------------- |
| Liverpool Campeão (9º título) |

## Artilheiros
- Atualizado até 20 de Janeiro de 2022[carece de fontes?]

| Rank | Jogador                   | Clube             | Gols |
| ---- | ------------------------- | ----------------- | ---- |
| 1    | Marcus Forss              | Brentford         | 5    |
| 1    | Eddie Nketiah             | Arsenal           | 5    |
| 3    | Cameron Archer            | Aston Villa       | 4    |
| 3    | Takumi Minamino           | Liverpool         | 4    |
| 3    | Aiden O'Brien             | Sunderland        | 4    |
| 3    | Emil Riis Jakobsen        | Preston North End | 4    |
| 3    | Jay Rodriguez             | Burnley           | 4    |
| 8    | Pierre-Emerick Aubameyang | Arsenal           | 3    |
| 8    | Mohamed Elyounoussi       | Southampton       | 3    |
| 8    | Morgan Whittaker          | Swansea City      | 3    |
| 8    | Yoane Wissa               | Brentford         | 3    |
| 8    | Diogo Jota                | Liverpool         | 3    |